# Грієр-Сіті (Пенсільванія)
Грієр-Сіті (англ. Grier City) — переписна місцевість (CDP) в США, в окрузі Скайлкілл штату Пенсільванія. Населення — 296 осіб (2020).

## Географія
Грієр-Сіті розташований за координатами 40°49′36″ пн. ш. 76°3′22″ зх. д. / 40.82667° пн. ш. 76.05611° зх. д. (40.826592, -76.056032).  За даними Бюро перепису населення США в 2010 році переписна місцевість мала площу 0,93 км², уся площа — суходіл.

## Демографія
Згідно з переписом 2010 року, у переписній місцевості мешкала 241 особа в 93 домогосподарствах у складі 69 родин. Густота населення становила 260 осіб/км².  Було 101 помешкання (109/км²).
Расовий склад населення:
| - 100,0 % — білих |

До двох чи більше рас належало 0,0 %. Частка іспаномовних становила 0,8 % від усіх жителів.
За віковим діапазоном населення розподілялося таким чином: 20,7 % — особи молодші 18 років, 66,0 % — особи у віці 18—64 років, 13,3 % — особи у віці 65 років та старші. Медіана віку мешканця становила 41,6 року. На 100 осіб жіночої статі у переписній місцевості припадало 109,6 чоловіків;  на 100 жінок у віці від 18 років та старших — 109,9 чоловіків також старших 18 років.
Середній дохід на одне домашнє господарство  становив 78 823 долари США (медіана — 75 078), а середній дохід на одну сім'ю — 77 094 долари (медіана — 76 172). 
Цивільне працевлаштоване населення становило 203 особи. Основні галузі зайнятості: освіта, охорона здоров'я та соціальна допомога — 52,7 %, виробництво — 14,8 %, гуртова торгівля — 8,4 %, будівництво — 8,4 %.